# Giannīs Kalampokīs
Iōannīs Kalampokīs, detto Giannīs (in greco Ιωάννης "Γιάννης" Καλαμπόκης?; Peristeri, 15 agosto 1978), è un allenatore di pallacanestro ed ex cestista greco.